# Gauliga Südwest 1940/41
Die Gauliga Südwest 1940/41 war die achte und zugleich letzte Spielzeit der Gauliga Südwest (seit 1939 offiziell: Bereichsklasse Südwest) im Fußball. Im zweiten Kriegsjahr wurde die Gaumeisterschaft noch einmal nach dem Modus des Vorjahres ausgetragen, also in den beiden Staffeln Mainhessen und Saarpfalz, deren Meister in zwei Endspielen gegeneinander antraten. Hier setzte sich die Mannschaft von Titelverteidiger Kickers Offenbach um Mittelläufer Leutz und Torhüter Eigenbrodt gegen den FV Saarbrücken durch, die sich in der Endrunde um die deutsche Meisterschaft deutlich besser präsentierte als im Vorjahr, aber dennoch nicht über die Vorrunde hinauskam. Die beiden Staffeln der Bereichsklasse waren in diesem Jahr auf acht Mannschaften aufgestockt worden, wobei auch wieder die Vereine aus dem grenznahen Saargebiet einbezogen werden konnten. Absteigen mussten die beiden Aufsteiger Germania Frankfurt und TSG Burbach. Die Vereine wurden zur Runde 1941/42 auf die neuen Sportbereiche Westmark (in die auch Vereine aus dem besetzten Lothringen eingeteilt wurden) und Hessen-Nassau aufgeteilt.

## Staffel Mainhessen
| Pl. | Verein                     | Sp. | S  | U | N  | Tore    | Quote | Punkte |
| --- | -------------------------- | --- | -- | - | -- | ------- | ----- | ------ |
| 1.  | Offenbacher FC Kickers (M) | 14  | 13 | 1 | 0  | 054:120 | 4,50  | 27:10  |
| 2.  | RTuSV Rot-Weiß Frankfurt   | 14  | 9  | 2 | 3  | 035:150 | 2,33  | 20:80  |
| 3.  | SG Eintracht Frankfurt     | 14  | 7  | 3 | 4  | 034:220 | 1,55  | 17:11  |
| 4.  | Wormatia Worms             | 14  | 4  | 4 | 6  | 034:320 | 1,06  | 12:16  |
| 5.  | FSV Frankfurt              | 14  | 5  | 2 | 7  | 024:330 | 0,73  | 12:16  |
| 6.  | FC Union Niederrad         | 14  | 4  | 3 | 7  | 024:330 | 0,73  | 11:17  |
| 7.  | SV Wiesbaden               | 14  | 3  | 2 | 9  | 020:410 | 0,49  | 08:20  |
| 8.  | VfL Germania Frankfurt (N) | 14  | 2  | 1 | 11 | 017:540 | 0,31  | 05:23  |

| (M) | Titelverteidiger               |
| (N) | Aufsteiger aus der Bezirksliga |

Zur Saison 1941/42 traten die Mannschaften auf den Plätzen 1 bis 7 in der Gauliga Hessen-Nassau an.

## Staffel Saarpfalz
| Pl. | Verein                 | Sp. | S | U | N  | Tore    | Diff. | Punkte |
| --- | ---------------------- | --- | - | - | -- | ------- | ----- | ------ |
| 1.  | FV Saarbrücken (N)     | 14  | 9 | 2 | 3  | 035:160 | 2,19  | 20:80  |
| 2.  | 1. FC Kaiserslautern   | 14  | 7 | 2 | 5  | 041:310 | 1,32  | 16:12  |
| 3.  | Borussia Neunkirchen   | 14  | 6 | 3 | 5  | 048:280 | 1,71  | 15:13  |
| 4.  | VfR Frankenthal        | 14  | 6 | 3 | 5  | 040:390 | 1,03  | 15:13  |
| 5.  | FK Pirmasens           | 14  | 6 | 2 | 6  | 046:290 | 1,59  | 14:14  |
| 6.  | Mundenheimer SpVgg (N) | 14  | 7 | 0 | 7  | 030:270 | 1,11  | 14:14  |
| 7.  | TSG 1861 Ludwigshafen  | 14  | 6 | 2 | 6  | 023:240 | 0,96  | 14:14  |
| 8.  | TSG Burbach (N)        | 14  | 2 | 0 | 12 | 014:830 | 0,17  | 04:24  |

| (N) | Aufsteiger aus der Bezirksliga |

Zur Saison 1941/42 traten die Mannschaften auf den Plätzen 1 bis 7 in der Gauliga Westmark an.

## Endspiele um die Meisterschaft
Bereits im Hinspiel am 9. März 1941 tat sich der überlegene Staffelmeister aus Mainhessen schwer beim 3:2 gegen den FV Saarbrücken, konnte aber durch ein 2:2-Unentschieden eine Woche später seinen Gaumeistertitel erfolgreich verteidigen.
|                                                    | Gesamt |                                           | Hinspiel | Rückspiel |
| -------------------------------------------------- | ------ | ----------------------------------------- | -------- | --------- |
| Offenbacher FC Kickers (Sieger Staffel Mainhessen) | 5:4    | FV Saarbrücken (Sieger Staffel Saarpfalz) | 3:2      | 2:2       |

## Aufstiegsrunde

### Staffel Mainhessen
Gruppe 1:
| Pl. | Verein                                                          | Sp. | S | U | N | Tore    | Quote | Punkte |
| --- | --------------------------------------------------------------- | --- | - | - | - | ------- | ----- | ------ |
| 1.  | SV Darmstadt 98 (Sieger 1. Klasse Starkenburg Gruppe Darmstadt) | 4   | 3 | 0 | 1 | 019:800 | 2,38  | 06:20  |
| 2.  | TSG 1886 Kastel (Sieger 1. Klasse Rheinhessen Gruppe Rheingau)  | 4   | 2 | 0 | 2 | 007:160 | 0,44  | 04:40  |
| 3.  | Spvgg. 03 Neu-Isenburg (Sieger 1. Klasse Frankfurt Gruppe 1)    | 4   | 1 | 0 | 3 | 010:120 | 0,83  | 02:60  |

Gruppe 2:
| Pl. | Verein                                                               | Sp. | S | U | N | Tore    | Quote | Punkte |
| --- | -------------------------------------------------------------------- | --- | - | - | - | ------- | ----- | ------ |
| 1.  | FSV 06 Heusenstamm (Sieger 1. Klasse Starkenburg Gruppe Offenbach)   | 4   | 1 | 3 | 0 | 010:800 | 1,25  | 05:30  |
| 2.  | Frankfurter FV Sportfreunde 04 (Sieger 1. Klasse Frankfurt Gruppe 2) | 4   | 1 | 3 | 0 | 006:500 | 1,20  | 05:30  |
| 3.  | TSG Urberach (Sieger 1. Klasse Starkenburg Gruppe Rodgau)            | 4   | 0 | 2 | 2 | 007:100 | 0,70  | 02:60  |

Entscheidungsspiele um den Aufstieg in die Gauliga Hessen-Nassau:
| Datum             |                                   | Gesamt |                                   | Hinspiel | Rückspiel |
| ----------------- | --------------------------------- | ------ | --------------------------------- | -------- | --------- |
| 22./29. Juni 1941 | SV Darmstadt 98 (Sieger Gruppe 1) | 13:5   | TSV Heusenstamm (Sieger Gruppe 2) | 9:3      | 4:2       |

### Staffel Saarpfalz
Gruppe 1:
| Platz | Verein                                                                    | Spiele | Tore  | Quote | Punkte |
| ----- | ------------------------------------------------------------------------- | ------ | ----- | ----- | ------ |
| 1.    | TuRa Ludwigshafen (Sieger 1. Klasse Rheinpfalz)                           | 4      | 19:40 | 4,75  | 8:0    |
| 2.    | Reichsbahn SV Mainz 05 (Sieger 1. Klasse Rheinhessen Gruppe Rheinhessen)  | 4      | 12:16 | 0,75  | 3:5    |
| 3.    | SV Normannia Pfiffligheim (Sieger 1. Klasse Starkenburg Gruppe Südhessen) | 4      | 07:18 | 0,39  | 1:7    |

Gruppe 2:
| Platz | Verein                                            | Spiele | Tore  | Quote | Punkte |
| ----- | ------------------------------------------------- | ------ | ----- | ----- | ------ |
| 1.    | TSG Kaiserslautern (Sieger 1. Klasse Mittelpfalz) | 4      | 19:50 | 3,80  | 8:0    |
| 2.    | VfL Homburg (Sieger 1. Klasse Nordsaar)           | 4      | 13:19 | 0,68  | 2:6    |
| 3.    | VfL Quierschied (Sieger 1. Klasse Saar)           | 4      | 09:17 | 0,53  | 2:6    |

Entscheidungsspiele um den Aufstieg in die Gauliga Westmark:
| Datum             |                                     | Gesamt |                                      | Hinspiel | Rückspiel |
| ----------------- | ----------------------------------- | ------ | ------------------------------------ | -------- | --------- |
| 22./29. Juni 1941 | TuRa Ludwigshafen (Sieger Gruppe 1) | 5:2    | TSG Kaiserslautern (Sieger Gruppe 2) | 1:1      | 4:1       |